# Alarico José Furtado
Alarico José Furtado (1846 — 1884) foi um político brasileiro.
Foi presidente das províncias do Rio Grande do Norte, de 1 de maio de 1880 a 20 de abril de 1881, e do Amazonas, de 16 de maio de 1881 a 7 de março de 1882.